# Jack Colback
Jack Raymond Colback (* 24. Oktober 1989 in Killingworth) ist ein englischer Fußballspieler, der vorrangig als Mittelfeldspieler eingesetzt wird. Seit der Saison 2023/24 steht er bei den Queens Park Rangers unter Vertrag.

## Karriere

### Verein
Colback begann seine Karriere als Fußballprofi beim AFC Sunderland, in deren Fußballakademie er als 10-Jähriger eingetreten war. Seinen ersten Profivertrag unterschrieb er dort im Jahre 2008. Einen Einsatz für die erste Mannschaft hatte er zu diesem Zeitpunkt jedoch noch nicht und wurde für die Saison 2009/10 an den Zweitligisten Ipswich Town verliehen. Noch während der Saison kehrte er nach Sunderland zurück und debütierte am 9. Mai 2010 in der Premier League. Bei der 2:1-Auswärtsniederlage gegen die Wolverhampton Wanderers wurde er in der 77. Spielminute für Steed Malbranque eingewechselt, später aber noch mit der gelb-roten Karte des Feldes verwiesen wurde, sodass sein Debüt letztlich nur 9 Minuten dauerte.
Im Oktober 2010 wurde er erneut an Ipswich Town ausgeliehen, kehrte aber bereits im Januar 2011 wieder zurück und schaffte in der Folge den Durchbruch bei Sunderland. Hauptsächlich als zentraler Mittelfeldspieler eingesetzt, musste Colback hin und wieder auch als linker Verteidiger aushelfen. Nach insgesamt 115 Spielen wechselte er ablösefrei zur Saison 2014/15 zum Lokalrivalen Newcastle United, was von Sunderlands Fans heftig kritisiert wurde. Dort debütierte er am 17. August 2014 bei der 2:0-Heimniederlage gegen Manchester City.
Am 31. Januar 2018 wechselte er auf Leihbasis bis zum Saisonende zum Zweitligisten Nottingham Forest. Für die EFL Championship 2018/19 wurde er erneut an Forest ausgeliehen. Der Verein erhielt zudem eine Kaufoption am Saisonende. Nachdem sein auslaufender Vertrag in Newcastle nicht verlängert worden war, verpflichtete Nottingham Forest Jack Colback am 11. August 2020 auf fester Vertragsbasis. In der EFL Championship 2021/22 stieg der zumeist als linker Verteidiger eingesetzte Colback mit Forest in die Premier League auf. Dort blieb er in der folgenden Spielzeit zumeist nur Ersatz und wechselte nach dem Ablauf seines Vertrages im Sommer 2023 ablösefrei zum Zweitligisten Queens Park Rangers.

### Nationalmannschaft
Colback absolvierte ein einziges Spiel für die englische U-20-Nationalmannschaft. Dieses war der 2:0-Sieg im Freundschaftsspiel gegen Italien am 31. März 2009, in dem er in der 79. Spielminute für Marc Albrighton eingewechselt wurde.